# Bopindolol
Bopindolol é um fármaco betabloqueador. É um éster que atua como pró-fármaco para produzir seu metabólito ativo, o 4-(3-t-butilamino-2-hidroxipropoxi)-2-metilindol.